# 159013 Kyleturner
159013 Kyleturner è un asteroide della fascia principale. Scoperto nel 2004, presenta un'orbita caratterizzata da un semiasse maggiore pari a 2,8149097 UA e da un'eccentricità di 0,0701191, inclinata di 8,84580° rispetto all'eclittica.